# Schloss Riedau

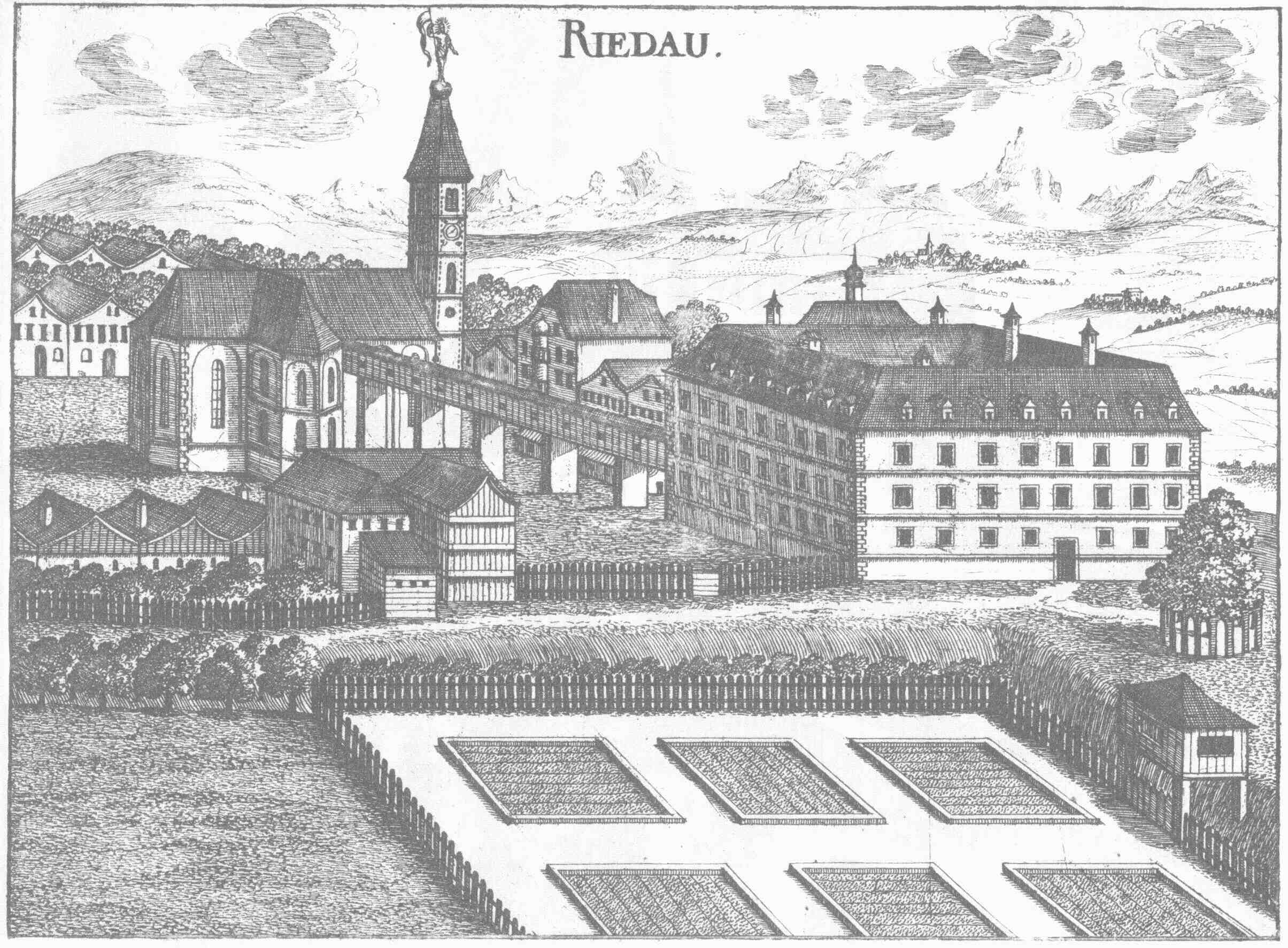
Schloss Riedau nach einem Stich von Georg Matthäus Vischer von 1674

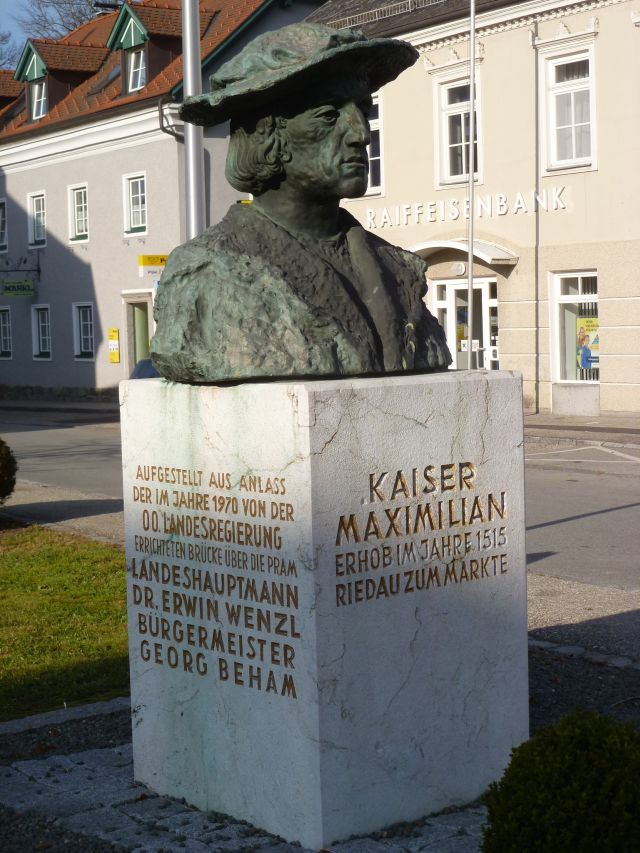
Riedau: Maximiliansbüste

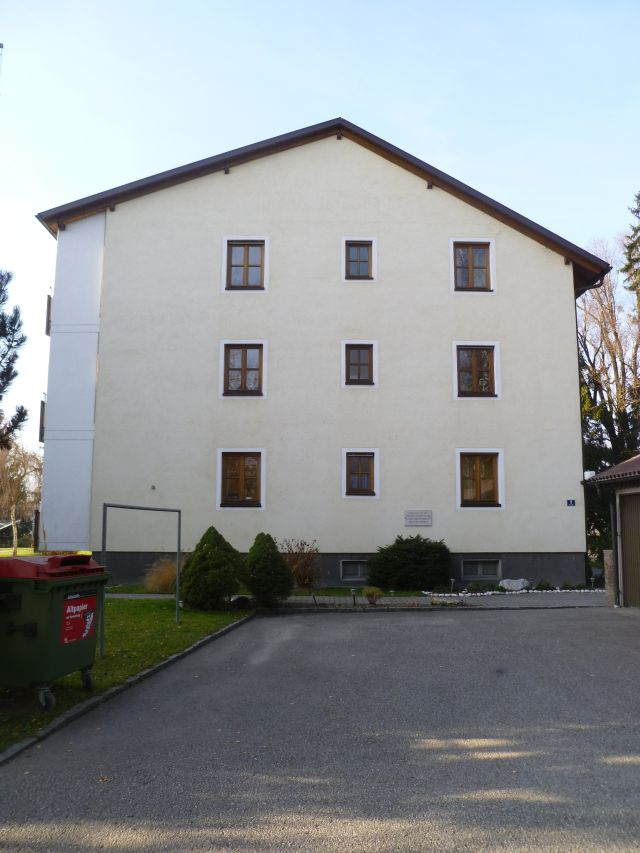
Riedau: Wohnsiedlung am Standort des ehemaligen Schlosses

Das ehemalige Schloss Riedau stammte aus dem 14. Jahrhundert und lag in der gleichnamigen Ortschaft. Der Schlossbau wurde 1982 abgerissen.

## Geschichte
Genaues über Erbauer und Entstehung des Schlosses ist nicht bekannt. Chunrad von Zell hatte 1326 den Besitz von dem Grafen von Schaunberg als Lehen erhalten. Der Ort Riedau selbst wurde durch eine Initiative des Bernhard II von Zell im Jahre 1515 durch Kaiser Maximilian I, der sich auf einer Reise von Regensburg nach Wels befand, zum Markt erhoben. Das Zeller Geschlecht starb mit Christoph Zeller 1550 im Mannesstamm aus. Von den beiden Töchtern bekam Susanne den halben Sitz Riedau; durch die Verheiratung mit Christoph Adam Retschan von Feldegg gelangte Riedau an diesen. Die andere Hälfte an dem Sitz Riedau kam an die Witwe von Georg Zeller (den Bruder des erwähnten Christoph), über diese kam dieser Anteil an ihren zweiten Gatten Andreas von Tannberg. Dieser Anteil gelangte 1564 durch Kauf an die Grafen von Alten-Franking und diese überließen Riedau wiederum dem Freiherrn Bartholomäus Dietrichstein, der Elisabeth von Franking geheiratet hatte. Am 23. Jänner 1569 verlieh Kaiser Maximilian II. dem Markte Riedau das noch heute gültige Wappen. Es stellt das Schloss und den Markt sinnbildlich in der „Au“ dar.
1630 erwarb Heinrich von Salburg die vereinte Herrschaft von Riedau. Im Besitz dieser Familie blieb das Schloss für ca. 130 Jahre. 1764 kaufte Ritter Johann Zach von Sonnenstein das Schloss den Grafen von Salburg ab. Zachs Witwe veräußerte den Besitz 1802 an Josef Krieger. Bis 1843 wechselte das Schloss noch sechsmal den Besitzer. Mit dem Erwerb durch Felix Lavasori della Motta im Jahre 1843 kam Riedau wieder in feste Hände. Die Tochter Amalie des Lavasori heiratete 1848 Rudolf von Peßler und Riedau ging an diesen über. Das früher bayrische Riedau gehört seit 1814 zu Österreich.
In der NS-Zeit befand sich im Schloss Riedau ein Lager der Nationalsozialistischen Volkswohlfahrt.

## Baukörper
Das ehemals gegenüber der Pfarrkirche in einem Park gelegene Schloss war ein zweigeschoßiger Dreiflügelbau. Zur Straße hin wurde das Schlossareal von einem Lattenzaun zwischen großen Ziegelpfeilern abgeschlossen. Eine breite Einfahrt führte über einen von Obstbäumen bestandenen Wiesengrund zum Schloss. In der Toreinfahrt zum Innenhof befand sich der einzige Aufgang in das Obergeschoß mit den Wohn- und Repräsentationsräumen. Oberhalb des Einganges war ein Balkon mit einem ansehnlichen Rautengitter. Jedes Fenster war mit einem geschwungenen Sims versehen. Das Walmdach hatte Mansarden und  auf der Höhe des Eingangstores einen geschwungenen Ziergiebel.
Das Schloss wurde 1982 wegen Verfalls zugunsten einer gesichts- und geschichtslosen Wohnsiedlung abgetragen.